# 島津季子
島津 季子（しまづ すえこ、1897年（明治30年）10月6日 - 1982年（昭和57年）5月15日）は、日本の元華族。島津忠弘男爵夫人。宮内大臣・岩倉具定公爵令嬢。母は澤為量子爵令嬢・久子。

## 人物
女子学院卒業後、島津忠義の六男・忠弘と結婚した。忠弘との間に一男二女をもうけた。長男の斉視は家を継ぎ、長女の弘子は農学者松平近義（伯爵亀井茲常の三男）の妻、次女の淑子は東宮女官長になった。